# Longana (Vanuatu)
Longana è un centro abitato di Vanuatu situato nella provincia di Penama, della quale è il capoluogo.
| Controllo di autorità | J9U (EN, HE) 987007560281105171 |